# 磐城市
磐城市（日语：／ Iwaki shi */?），是位於日本福島縣南部的一個城市。是日本的中核市之一。是福島縣內面積最大的城市。2025年5月時人口約31萬人，較縣廳所在地福島市人口為多。市內的磐城都市圈，人口繼郡山都市圈、福島都市圈縣內第三大。

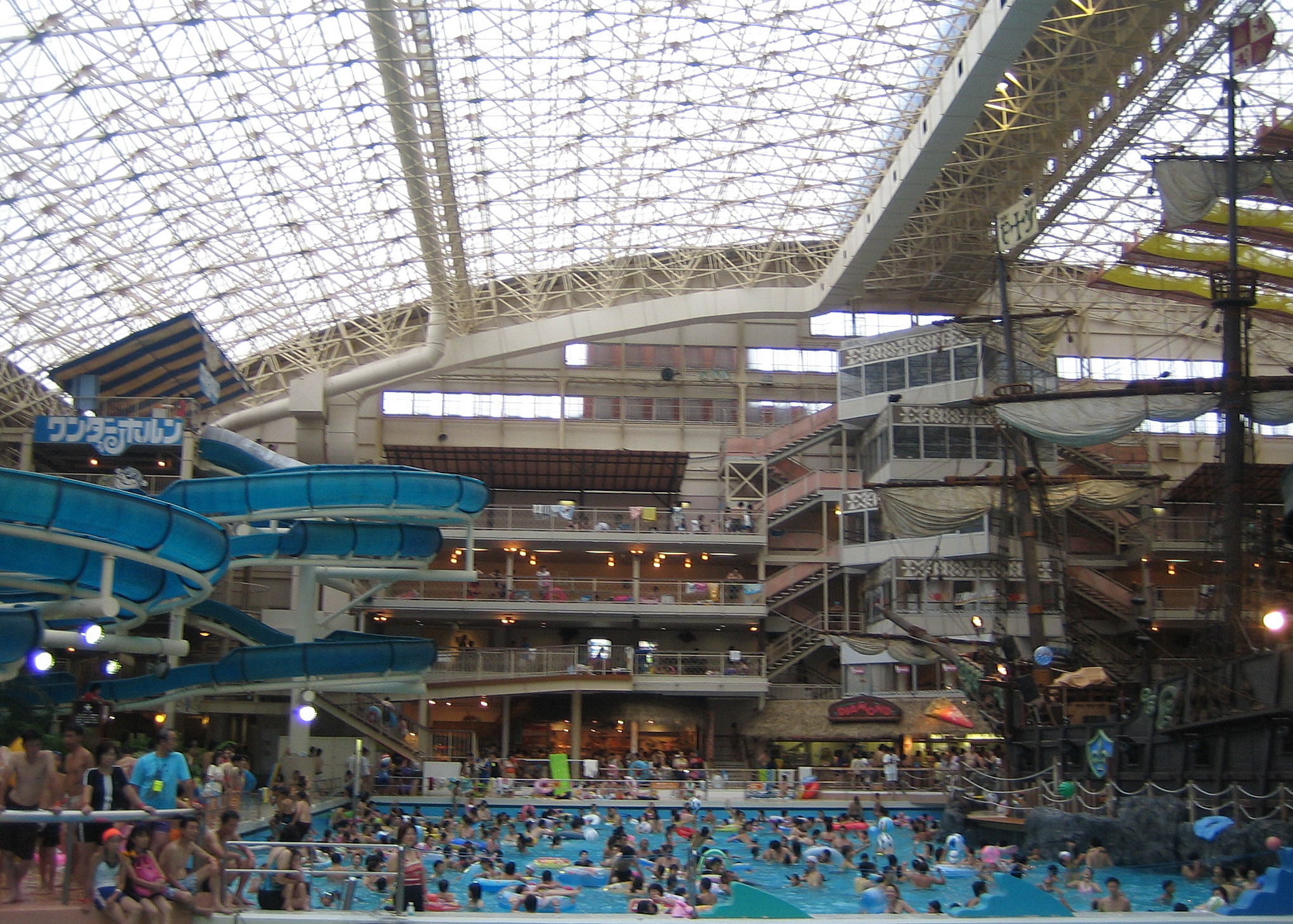
從磐城湯本溫泉（常磐湯本溫泉）街西部的夏威夷酒店

## 名稱
本市的官方名稱為使用日文平假名的而非漢字的磐城市。緣由是現今的磐城市是在1966年市町村合併時由原磐城市（漢字，今磐城市小名濱地區）和周圍町村各自消滅法人地位並合併而成。為避免造成原磐城市吞併周圍行政區的意象故不沿用磐城市的漢字官方表記，以平假名作為新城市的名稱。但若有需要書寫漢字的需要則多寫為磐城市。
「磐城」之名定於江戶幕府時代，歷史上亦曾寫作石城與岩城（磐、岩、石都具有岩石的意思，日語都可讀作）。石城與岩城之名由來如下：
石城：奈良時代的一個令制國，名為石城國，但只是維持了六年，與陸奧國合併。
岩城：在室町時代及安土桃山時代期間，大名岩城氏曾統治這裡一帶，直到關原之戰後，因為大名支持西軍，而被幕府沒收領土。

## 歷史
在1966年10月1日與5市4町5村合併，成為了磐城市，合併後曾經一度是日本面積最大的市町村。自2003年4月靜岡市與清水市合併以及2005年岐阜縣高山市與周圍的自治體合併後，現為面積第三大的城市。
在2011年的東日本大地震中，沿海地區因海嘯侵襲而受灾严重。

## 地區
雖然城內人口頗多，但是市內的人口無法集中於一區，因為造成了交通問題。市內其有13地區，大多根據合併前所命名的市村，分別為平、小名濱、勿來、常磐、內鄉、四倉、遠野、小川、好間、三和、田人、川前、久之濱·大久。當中以平人口最多，一般多以磐城平（いわき平）作稱呼。

## 經濟
主要與農業、漁業及礦產業為主，不過在礦山關閉後，開始發展旅遊業。

## 交通
鐵路
- JR東日本旅客鐵道
  - 常磐線：勿來站 - 植田站 - 泉站 - 湯本站 - 内鄉站 - 磐城站 - 草野站 - 四倉站 - 久之濱站 - 末續站
  - 磐越東線：赤井站 - 小川鄉站 - 江田站 - 川前站
- 福島臨海鐵道
  - 福島臨海鐵道本線

公路
- 高速公路
  - 常磐自動車道
  - 磐越自動車道

- 一般國道
  - 國道6號
  - 国道49号
  - 国道289号
  - 国道349号
  - 国道399号

## 學校

### 大學
- 磐城明星大學
- 東日本國際大學
- 磐城短期大學
- 福島工業高等専門學校

## 姊妹城市
- 日本國內：

宮崎縣：延岡市
秋田縣：由利本莊市
- 中華人民共和國：撫順市
- 澳洲：湯斯維爾 (昆士蘭州)

## 旅遊
- 背戶峨廊
- 磐城平競輪場
- 鹽屋埼燈塔
- 美空雲雀遺影碑
- Spa Resort Hawaiians
- 住吉神社
- 白水阿弥陀堂
- 金刀比羅神社

## 出身名人
- 鈴木傳明：演員
- 江川卓：前日本職棒球員
- 伊東美咲：演員
- 霧島昇：歌手
- 岡本綾：演員
- 田口安男：畫家
- 鯨岡兵輔：政治家
- 高萩洋次郎：足球員
- 蛭田達也：漫畫家
- 山口太一：漫畫家
- 星一：企業家，文學家星新一的父親
- 松井愛莉：演員、模特兒
- 武田玲奈：演員、模特兒
- 岡田知久：Aqua Timez樂團貝斯手，藝名為OKP-STAR
- 諸橋沙夏：偶像歌手 , 女子偶像團體 =LOVE

## 外部連結
- 磐城市役所（日語）
- 磐城市観光情報网站 （页面存档备份，存于）（日語）
- 磐城湯本温泉觀光協會 （页面存档备份，存于）